# 黄敦
黄敦（1928年—），男，江苏无锡人，中国计算数学家，曾任北京大学教授、博士生导师。